# Skam (label)
Pour les articles homonymes, voir Skam.
 (décembre 2010).
Si vous disposez d'ouvrages ou d'articles de référence ou si vous connaissez des sites web de qualité traitant du thème abordé ici, merci de compléter l'article en donnant les références utiles à sa vérifiabilité et en les liant à la section « Notes et références ».
Skam Records est un label indépendant de musique électronique, basé à Manchester en Angleterre et créé par Andy Maddocks dans les années 1990.
Leur première parution fut un single de Lego feet, un alias d'Autechre, en 1991, dont l'existence matérielle reste assez incertaine.

## Quelques artistes
- Boards of Canada
- VHS Head
- North Manc Beds
- Gescom
- Meam
- Mr. 76ix
- Quinoline Yellow
- Jega
- Bola

## Notoriété
Skam records est un label indépendant faisant partie des classiques de la musique électronique, notamment pour la sélection des artistes qui le compose, la qualité et l'originalité de leurs compositions, ainsi que pour son esthétique très marquée, et le soin apporté à l'aspect de leurs parutions.
Le label n'a jamais changé de direction, a gardé son style unique, sans jamais sombrer dans la facilité.